# 長田孝幸
長田 孝幸（ながた たかゆき、1970年4月14日 - ）は、アスレティックトレーナー、プロ野球コーチ。プロ野球選手経験は無い。

## 来歴
京都府京都市出身。東海大学付属仰星高等学校、大阪体育大学卒業。選手として4年次に大学選手権へ出場し、初戦でサヨナラ打、2回戦では逆転本塁打を含む5安打5打点の活躍。高校、大学を通じて上原浩治の先輩にあたる。
NTT関西、ベータエンドルフィンスポーツ医学研究所を経て、大阪近鉄バファローズのコンディショニングコーチ、育成担当を務めた。その後は再び、NTT西日本硬式野球部のトレーナーを経て、2008年に東京ヤクルトスワローズのコンディショニングコーチに就任。2009年まで務めた。
2019年、ルートインBCリーグに所属する滋賀ユナイテッドベースボールクラブのコンディショニングコーチに就任した。

## 詳細情報

### 背番号
- 97 （1996年、2000年）
- 81 （2008年 - 2009年）
- 84 （2019年）
- 0 （2020年）